# Paul de Casabianca
Pour les articles homonymes, voir Casabianca.
Paul de Casabianca est un homme politique français né le 13 septembre 1839 à Bastia (Corse) et mort le 12 mars 1916 à Bastia.

## Biographie
Fils de François Xavier Joseph de Casabianca, il est conseiller général et président du conseil général de Corse. Sénateur de la Corse de 1885 à 1903, il siège comme républicain sur les bancs de la gauche modérée. Il est battu en 1903, il se retire de la vie politique.

## Source
- « Paul de Casabianca », dans Adolphe Robert et Gaston Cougny, Dictionnaire des parlementaires français, Edgar Bourloton, 1889-1891 [détail de l’édition]